# Богдан, Алексей Филиппович
Алексей Филиппович Богдан (10 апреля 1937 года — 24 апреля 2004 года) — машинист компрессоров Рязанского нефтеперерабатывающего завода имени 50-летия СССР Министерства нефтеперерабатывающей и нефтехимической промышленности СССР, Рязанская область, полный кавалер ордена Трудовой Славы (1983).

## Биография
Родился в Азово-Черноморском крае, ныне Краснодарский край. Окончив школу был призван в ряды Советской Армии.
В 1959 году трудоустроился рабочим очистного забоя, проходчиком шахты 3/5 Сокологоровка треста «Первомайскуголь». С 1960 года работал на Рязанском нефтеперерабатывающем заводе, машинистом компрессоров.
Зарекомендовал себя ответственным работником. Перевыполнял производственный план на 120—125 %, активный рационализатор.
Указом Президиума Верховного Совета СССР от 2 сентября 1974 год был награждён орденом Трудовой Славы III степени.
Указом Президиума Верховного Совета СССР от 23 марта 1978 года был награждён орденом Трудовой Славы II степени.
Указом Президиума Верховного Совета СССР от 7 января 1983 года за успехи, достигнутые при выполнении плана и социалистических обязательств, был награждён орденом Трудовой Славы I степени. Стал полным кавалером Ордена Трудовой Славы.
Занимался наставничеством. Обучил профессии пятерых новых работников.
Проживал в городе Рязани. Скончался 24 апреля 2004 года.

## Награды и звания
- Орден Трудовой Славы I степени (07.01.1983);
- Орден Трудовой Славы II степени (23.03.1978);
- Орден Трудовой Славы III степени (02.09.1974).